# Trentepohlia (Mongoma) monacantha
Trentepohlia (Mongoma) monacantha is een tweevleugelige uit de familie steltmuggen (Limoniidae). De soort komt voor in het Australaziatisch gebied.